# Psathyrella pellucidipes
Psathyrella pellucidipes är en svampart som först beskrevs av Henri Romagnesi, och fick sitt nu gällande namn av Meinhard (Michael) Moser 1978. Psathyrella pellucidipes ingår i släktet Psathyrella och familjen Psathyrellaceae.   Inga underarter finns listade i Catalogue of Life.